# Hylomyscus endorobae
Hylomyscus endorobae és una espècie de mamífer rosegador de la família dels múrids. És endèmic de les muntanyes del sud-oest de Kenya, on viu a altituds d'entre 2.135 i 3.260 msnm. Pertany al grup H. denniae juntament amb H. vulcanorum i H. denniae. Fins al 2006 se'l considerava una subespècie d'aquesta última. També se suggerí que podria pertànyer al gènere Praomys, però avui en dia aquesta hipòtesi manca de suports. H. endorobae té els queixals més grossos i el pèl més fosc que H. denniae.